# Tell Aswad
Tell Aswad (en árabe: تل أسود‎, "colina negra"), Su-uk-su o Shuksa, es un gran tell neolítico , de unas 5 ha., situado a unos 48 km  de Damasco en Siria, en un afluente del río Barada, en el extremo oriental de la aldea de Jdeidet el Khass.

## Excavaciones
Tell Aswad fue descubierta en 1967 por Henri de Contenson que dirigió las excavaciones en 1971-1972. La cultura Aswadiana encontrada por de Contenson era mucho más avanzada para su datación calibrada que cualquier otra encontrada en la región, y el único ejemplo jamás encontrado de esta cultura. Las investigaciones técnicas posteriores de las series líticas realizadas por Frédéric Abbès revelaron incoherencias, por lo que recientemente se decidió reexcavar en seis temporadas por la Misión Arqueológica Permanente francesa El Kowm-Mureybet bajo la codirección de Danielle Stordeur y Bassam Jamous entre 2001-2006. Las investigaciones sobre los materiales encontrados están en curso en el Museo Nacional de Damasco.
El trabajo de campo más reciente en Tell Aswad ha llevado a una revaluación de su datación, considerándose ahora ausente el período aswadiano o Neolítico precerámico A (PPNA). (PPNA) (9500-8700 a. C. (mediante datación por radiocarbono). En cambio, la datación por radiocarbono de las nuevas excavaciones y de las semillas de las excavaciones de la década de 1970, documenta la ocupación en el Neolítico precerámico B (PPNB) (PPNB), dividido en tres partes; el PPNB antiguo (PPNB medio) de 8700 a 8200 a. C. y el PPNB reciente de 8200 a 7500 a. C. El PPNB final  ha sido equiparado con el "Néolithique ancien de Byblos" de Dunand.

## Construcción
En el primer período del PPNB se construyó una enorme estructura de tierra, que superponía la tierra con las cañas para construir muros. Los habitantes de Tell Aswad inventaron el ladrillo in situ, modelando terrones de tierra con lechos de cañas, que luego formaron en ladrillos crudos y secaron en etapas posteriores. Las casas eran redondas desde el principio hasta el final del asentamiento, elípticas o poligonales y estaban parcialmente enterradas o asentadas. La orientación de las aberturas suele ser hacia el este. Esto coincide con los yacimientos del sur del Levante mediterráneo, mientras que los del norte del valle del Éufrates solían tener casas rectangulares.

## Cultura
Las herramientas y las armas estaban hechas de sílex, incluyendo puntas de flecha de Aswadiano y Jericó. Otros hallazgos incluían equipos de molienda, recipientes de piedra y barro, y adornos hechos de diversos materiales. La obsidiana se importaba de Anatolia. La cestería y los tejidos eran habituales, con la huella de un tejido bordado registrada en un fragmento de yeso. El modelado de figurillas de arcilla y piedra de personas, animales y formas geométricas como esferas, conos, discos se llevó a cabo desde el inicio del asentamiento; a veces se mezclaban con vegetales.[cita requerida]
Se han encontrado las tumbas de más de cien individuos bien conservados. En la primera mitad de la ocupación se encontraban dentro o alrededor de las viviendas, en etapas posteriores los cementerios están aislados fuera del pueblo. Se recuperó una colección de nueve cráneos sobremodelados, técnica y estilísticamente similares, en dos zonas. Actualmente se está llevando a cabo un estudio detallado de los cráneos para conocer las tradiciones y los vínculos sociales de los habitantes del pueblo. Los habitantes de Tell Aswad se reservaban un tratamiento muy sofisticado para los muertos: los cráneos se retiraban y limpiaban, y se modelaba un rostro directamente sobre el hueso con yeso de cal y luego se pintaba.

Tell Aswad ha sido citada por su importancia para la evolución de las ciudades organizadas debido a la aparición de materiales de construcción, planos organizados y trabajo colectivo. Ha proporcionado información sobre la "explosión de conocimientos" en el norte de Levante durante la etapa neolítica del PPNB tras la construcción de las presas.[cita requerida]

## Domesticación de plantas y animales

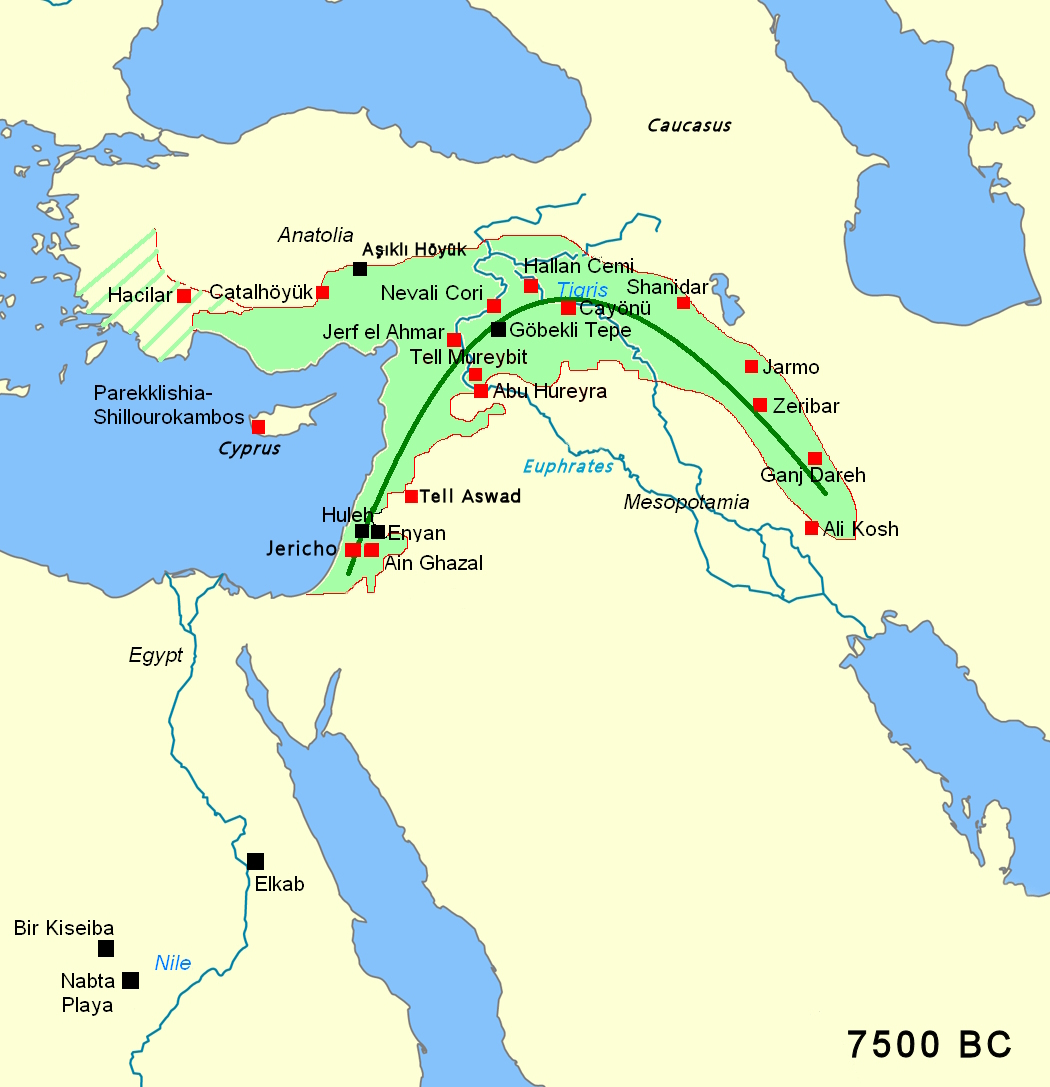
Zona del Creciente Fértil, hacia el 7500 a. C., con los principales yacimientos. Tell Aswad es uno de los yacimientos importantes del Neolítico preacerámico. La zona de Mesopotamia propiamente dicha aún no estaba poblada por seres humanos.

La comprensión del papel de Tell Aswad en los inicios de la agricultura se ha complicado por los cambios en la datación. En un principio se pensó que era un ejemplo de uno de los sitios más antiguos de la agricultura con trigo farro domesticado en trigo datado por Willem van Zeist y su ayudante Johanna Bakker-Heeres en el PPNA en 7600-7300 a. C.
La afirmación se basa en el descubrimiento de granos agrandados, en la ausencia de granos silvestres y en la presunción de que el lugar estaba fuera del hábitat habitual de la variedad silvestre de trigo farro. Había semillas de lino y se encontraron grandes cantidades de fruta, higo y pistacho. Se encontraron contenedores estacionarios de barro y piedra, con grano carbonizado en el interior de uno de ellos que los designa como silo. Por último, los juncos se utilizaban ampliamente, sobre todo como refuerzo en la arquitectura, pero también para esterillas y cestas y quizás como lecho o forraje. A pesar de la fecha (aparentemente) temprana de las plantas domesticadas, Jacques Cauvin consideró que Aswad no fue el centro del origen de la agricultura, afirmando que sus primeros habitantes «llegaron, tal vez desde el vecino Antilíbano, ya equipados con las semillas para la siembra, pues su práctica de la agricultura desde el inicio del asentamiento no está en duda. Así pues, no fue en el propio oasis donde llevaron a cabo sus primeros experimentos de agricultura».
Los estudios de la lítica y la datación por radiocarbono de las excavaciones de 2001-2006 mostraron que Tell Aswad no estuvo ocupada durante el periodo PPNA. En cambio, las plantas domesticadas están presentes desde el PPNB temprano, entre 8700 y 8200 a. C., en adelante. El análisis de unas 400 muestras recogidas en las excavaciones más recientes confirma en general las identificaciones de van Zeist & Bakker-Heeres de las excavaciones anteriores. La cebada domesticada está presente; el estado de domesticación del trigo farro es incierto. Se ha especulado con la posibilidad de que se utilizara la irrigación o alguna forma de gestión del agua para permitir el cultivo de cereales e higos en una zona con menos de 200 mm de precipitaciones. La nueva datación de los primeros niveles de Tell Aswad a principios del PPNB lo sitúa junto a otros yacimientos con cereales domesticados como Cafer Hüyük y Asikli Höyük (Turquía), Ganj Dareh y Chogah Golan (Irán), y Wadi el-Jilat 7 y 'Ain Ghazal (Jordania). Tell Aswad puede verse ahora como parte de un patrón de desarrollo local multirregional y disperso en al menos cinco áreas de Oriente Próximo, más que como una evidencia única y temprana que apunta a los orígenes agrícolas en el sur del Levante mediterráneo. El período precedente de la PPNA se acepta ahora de forma generalizada como algo que abarca el cultivo predoméstico de cereales silvestres, más que la agricultura completa con cultivos domesticados.
Un gran número de cabras eran evidentes en las primeras etapas, lo que indica que eran cazadas o pastoreadas. Esta cuestión es importante porque el período en que se produjo la domesticación de animales por primera vez sigue siendo una incógnita. A partir del PPNB medio, la presencia de animales en corraless es evidente. Hay cerdos, ovejas, cabras y vacas. En el caso de estos dos últimos, se ha observado la producción de carne y leche. Además, el ganado vacuno suele presentar enfermedades derivadas de su utilización como mano de obra. La imagen que se desprende del estudio de las pruebas de arqueozoología es la de un pueblo de agricultores y pastores en plena posesión de las técnicas de producción de alimentos. La caza está bien representada con dos especies de caballos, dos gacelas (gacela de montaña y gacela persa), jabalíes, numerosas aves acuáticas y algunas aves de las estepas. Por último, la pesca se practica durante toda la ocupación del lugar. La presencia de flora como cañas de agua, juncáceas  y tamarix demuestra que el sitio estaba cerca de un ambiente muy húmedo. La presencia de huesos de peces y de aves acuáticas como patos, grullas y gansos, indica que el yacimiento estaba situado cerca de un lago y que los habitantes del Neolítico de Aswad explotaban plenamente sus recursos.[cita requerida]